# Eretmapodites hightoni
Eretmapodites hightoni är en tvåvingeart som beskrevs av Someren 1947. Eretmapodites hightoni ingår i släktet Eretmapodites och familjen stickmyggor.
Artens utbredningsområde är Kenya. Inga underarter finns listade i Catalogue of Life.